# Hipparion

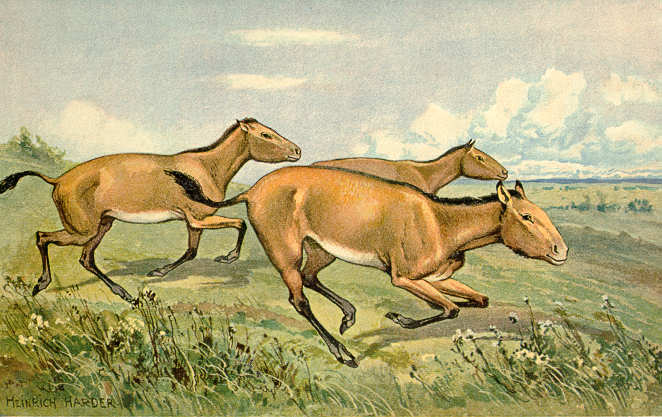
Wyobrażenie stada Hipparion

Hipparion (z greckiego hipparion – konik) – wymarły rodzaj nieparzystokopytnych z rodziny koniowatych, żyjący od miocenu do plejstocenu. Zasiedlał Amerykę Północną, Eurazję i Afrykę.

## Systematyka
Początkowo sądzono, że był jednym z taksonów linii filogenetycznej bezpośrednio prowadzącej do rodzaju Equus, jednak już na przełomie lat 50/60. XX w. podawano, że jest to rodzaj z bocznej linii zanikłej bezpotomnie w plejstocenie. Wywodzi się od rodzaju Merychippus. W obrębie rodzaju niektórzy badacze wyróżniają kilka podrodzajów lub morfotypów. Kwestionowany jest status kilku gatunków w obrębie rodzaju Hipparion, które wydzielane są albo jako odrębne, albo jako mieszczące się w obrębie cech innego gatunku .
Gatunki:
- † Hipparion anthonyi Merriam 1916
- † H. chiai Liu et al. 1978
- † H. concudense Pirlot 1956
- † H. condoni Merriam 1915
- † H. crassum Gervais 1859
- † H. dietrichi Wehrli 1941
- † H. fissurae Crusafont and Sondaar 1971
- † H. forcei Richey 1948
- † H. gromovae Villalta and Crusafont 1957
- † H. laromae Pesquero et al. 2006
- † H. lufengense Sun, 2013
- † H. longipes Gromova 1952
- † H. macedonicum Koufos 1984
- † H. matthewi Abel 1926
- † H. mediterraneum Roth and Wagner 1855
- † H. molayanense Zouhri 1992
- † H. philippus Koufos & Vlachou, 2016
- † H. periafricanum Villalta and Crusafont 1957
- † H. phlegrae Lazaridis and Tsoukala 2014
- † H. rocinantis Hernández Pacheco 1921
- † H. sanfondensis Frick 1933
- † H. sanjuanensis Frick 1933
- † H. sellardsi Matthew and Stirton 1930
- † H. shirleyae MacFadden 1984
- † H. sithonis Koufos & Vlachou, 2016
- † H. tehonense Stirton 1940
- † H. weihoense Liu et al. 1978

## Cechy charakterystyczne anatomii
Miał trzy palce, obecny był izolowany protokon (guzek na powierzchni trącej górnych trzonowców, leżący w środkowej części i większy od bocznych guzków), obie te cechy są diagnostyczne dla rodzaju, zęby silnie hypsodontowe, głowa proporcjonalnie krótsza w porównaniu do współczesnego konia.

## Występowanie
Hipparion pojawił się w Ameryce Północnej w miocenie. W późnym miocenie część populacji Hipparion migrowała z Ameryki Północnej do Azji przez rejon Beringii, skąd dotarła około 9 mln lat temu do Indii. Dotarła też do Europy, gdzie znana jest m.in. ze stanowisk hiszpańskich wieku 10,7 mln lat. Część populacji eurazjatyckiej Hipparion około 10 mln lat temu (w miocenie) migrowała do wschodniej Afryki. Znane są tropy dorosłego osobnika i źrebaka Hipparion zostawione na warstwie świeżego tufu 3,5 mln lat temu koło Laetoli. W Europie Hipparion zanikł około 2,5 mln lat temu.

## Środowisko życia
Był trawożerny, zamieszkiwał obszary stepowe.